# Уэллс, Мэри (певица)
Мэри Уэллс (англ. Mary Wells, 13 мая 1943 — 26 июля 1992) — американская певица, звезда «Мотаун» первой половины 1960-х годов.
Была вместе со Смоки Робинсоном и группами Supremes, Temptations и Four Tops частью вторжения чёрной музыки на полки магазинов грампластинок белой Америки и в эфир мейнстримовых радиостанций.
С 1961 по 1964 годы достигала первой десятки американского национального поп-чарта с песнями «The One Who Really Loves You», «You Beat Me to the Punch», «Two Lovers» и «My Guy», написанными  Смоки Робинсоном одним или с ней в соавторстве. Последняя стала её визитной карточкой. Говорят, что в 1964 году в стране не было человека, который бы не знал её слов. До этого певица уже возглавляла ритм-энд-блюзовый хит-парад «Билборда», и у неё уже были песни, которые продавались больше миллиона, но «My Guy» стала её первым и последним хитом номер один в Billboard Hot 100.
Скончалась от рака в 49 лет.

## Признание
Песня «My Guy» в исполнении Мэри Уэллс входит в составленный Залом славы рок-н-ролла список 500 Songs That Shaped Rock and Roll.

## Дискография
См. «Mary Wells discography» в англ. разделе.